# Vikki RPM
Vikki RPM (antes de ser exibida era titulada Fórmula A) é  uma novela juvenil latino-americana, produzida em Miami pela Somos Productions para a Nickelodeon América Latina. Estreou no dia 31 de julho de 2017. 
No Brasil, a novela estreou em 18 de setembro de 2017 e chegou ao fim em 8 de dezembro de 2017, às 19 horas, na Nickelodeon Brasil, porém 4 dias antes a Nickelodeon Brasil postou o primeiro episódio no seu aplicativo Nick Play. A série foi protagonizada por Samantha Siqueiros, Stefano Ollivier, Isabella Castillo, Scarlet Gruber e Leo Deluglio. A novela girou em torno de Vikki (Samantha Siqueiros), uma jovem com um sonho de se tornar um piloto de Fórmula 1. (Lembrando que a novela é Latino-Americana porque foi produzida para a mesma, porém é feita em Miami, nos Estados Unidos um país não Latino e sim Saxônico).
Na madrugada de 5 para 6 de novembro de 2018, a novela começou a ser reprisada na Nickelodeon Brasil à meia-noite, terminando na madrugada de 25 para 26 de janeiro de 2019. Em Portugal estreou na Nickelodeon em 2 de abril de 2018 e terminou em 22 de junho do mesmo ano. Estreou no SIC K em 10 de junho de 2019 e terminou em 30 de agosto de 2019.
Está disponível no serviço de streaming Paramount Plus desde o dia 21 de dezembro de 2023.

## Enredo
"Vikki RPM" traz um novo contexto para a história de Romeu e Julieta, levando-a para a pista de corridas de Costa do Leste, onde Max e Victoria competem e se apaixonam, apesar da rivalidade entre suas famílias. Ambos correm do jeito que são: Max é um garoto sério e metódico, enquanto Victoria é impulsiva e travessa. Na pista são rivais, mas fora dela são inseparáveis. É um esporte arriscado, mas mais arriscado é apaixonar-se pelo seu concorrente.

## Personagens
- Samantha Siqueiros como Victoria "Vikki" Franco: é nova em Costa do Leste, o que torna presa potencial das garotas populares da escola. Embora ela é uma adolescente, e tem oito anos de condução de karts, mas não foi capaz de aprofundar este porque sua mãe está convencida de que deve tomar aulas de ginástica rítmica, que ela não quer fazer.
- Stefano Ollivier como Max Legrand: é um pouco mais velho que Vikki. Atlético, bonito, galante, sorriso honesto e características de menino, é uma espécie de cavaleiro errante.
- Scarlet Gruber como Kira Rivera: ela é a capitã da torcida da escola, tem a mesma idade de Victoria e já lida com perfeição a arte da manipulação e intriga que herdou de seu pai, Graco Rivera. Além do mais, odeia mencionar o nome de Vikki, preferindo chamá-la de "garota sucata".
- Leo Deluglio como Iker Borges: é um mês mais velho do que Max. Embora atraente e um dos melhores corredores em karts, nem todo mundo cai bem porque, infelizmente para ele, sofre com a arrogância que muitos não podem esconder.
- Isabella Castillo como Roxana "Rox" Cruz: ela trabalha na pista e é uma aprendiz de mecânico. Seu maior desejo é estar com Iker para sempre, mas ele nem sequer olha para ela. Depois de conhecer Victoria e Max, e se decepcionar com as trapaças de Iker, a equipe de mudança Rox vai apoiar Victoria e em breve se tornará uma das duas melhores amigas de Victoria que compartilha sua paixão por carros.
- Gabriel Tarantini como Fred Toledo: Fred, o melhor amigo de Max, é sarcástico, leal, engraçado e um pouco imprudente. Ele é um grande fã de redes sociais e, gradualmente, sem saber, tornando-se um blogueiro reconhecido. Durante as corridas, ele é responsável por filmar e fazer o upload para a rede de todas as realizações de seu grande amigo Max.
- Ángela Rincón como Penelopé "Penny": é a melhor e inseparável amiga de Kira, a qual manda e desmanda em Penny.
- Angelo Valotia como Oliver
- Vanessa Blandón como Emily Margaret Santos
- Saúl Lisazo como Turbo Bonetti

### Recorrentes
- Maite Embil - como Romina, a mãe de Vikki.
- Paulo Quevedo - como Didier, o pai de Max.
- Tatiana Rodríguez - como Chloe, a mãe de Max.
- Yul Burkel - como Graco Rivera, o pai mau e manipulador de Kira.
- Ana Karina Manco - como a mãe de Kira e a esposa de Graco.
- Nicolás Maglione - como Remy, o irmão de Max.
- Daniela Knight - como Stacey Santos, irmã de Emily e Billy.
- Samuel Sadovnik - como Billy é um gênio da informática e da tecnologia com o seu conhecimento do ciberespaço tentando ajudar a descobrir quem é o piloto misterioso.

### Convidados
- María Gabriela de Faría como Francesca Ortíz.
- Caelí como ela mesma.
- Andrés Mercado como Matias Ocampo, um dos melhores amigos de Vikki e Francesca, também é um corredor de kart.
- Isaías Barbosa como Rodrigo Cruz.

## Episódios
| Temporada | Temporada | Episódios | Exibição na América Latina | Exibição na América Latina | Exibição no Brasil     | Exibição no Brasil    | Exibição em Portugal | Exibição em Portugal |
| Temporada | Temporada | Episódios | Estreia                    | Final                      | Estreia                | Final                 | Estreia              | Final                |
| --------- | --------- | --------- | -------------------------- | -------------------------- | ---------------------- | --------------------- | -------------------- | -------------------- |
|           | 1         | 60        | 31 de julho de 2017        | 20 de outubro de 2017      | 18 de setembro de 2017 | 8 de dezembro de 2017 | 2 de abril de 2018   | 22 de junho de 2018  |

### Lista de Episódios
| Episodio | Título                                                               | Primeira transmissão   | Primeira transmissão   | Primeira transmissão | Cód. prod. |
| -------- | -------------------------------------------------------------------- | ---------------------- | ---------------------- | -------------------- | ---------- |
| 1        | "O Kart 299" "El Kart 299"                                           | 31 de julho de 2017    | 18 de setembro de 2017 | 2 de abril de 2018   | 101        |
| 2        | "O Piloto Misterioso - Parte 1" "El Piloto Misterioso Parte I"       | 1 de agosto de 2017    | 19 de setembro de 2017 | 3 de abril de 2018   | 102        |
| 3        | "O Piloto Misterioso - Parte 2" "El Piloto Misterioso Parte II"      | 2 de agosto de 2017    | 20 de setembro de 2017 | 4 de abril de 2018   | 103        |
| 4        | "Victoria, Um Piloto Perigoso" "Victoria Un Piloto Peligroso"        | 3 de agosto de 2017    | 21 de setembro de 2017 | 5 de abril de 2018   | 104        |
| 5        | "Garota Sucata" "Chica Chatarra"                                     | 4 de agosto de 2017    | 22 de setembro de 2017 | 6 de abril de 2018   | 105        |
| 6        | "O Super-Herói de Costa do Leste" "El Super Heroe de costa del este" | 7 de agosto de 2017    | 25 de setembro de 2017 | 9 de abril de 2018   | 106        |
| 7        | "O Troféu de Iker" "El trofeo de Iker"                               | 8 de agosto de 2017    | 26 de setembro de 2017 | 10 de abril de 2018  | 107        |
| 8        | "O Castigo de Max" "El castigo de Max"                               | 9 de agosto de 2017    | 27 de setembro de 2017 | 11 de abril de 2018  | 108        |
| 9        | "A Festa da Rox" "La fiesta de Rox"                                  | 10 de agosto de 2017   | 28 de setembro de 2017 | 12 de abril de 2018  | 109        |
| 10       | "Legrand" "Legrand"                                                  | 11 de agosto de 2017   | 29 de setembro de 2017 | 13 de abril de 2018  | 110        |
| 11       | "Turbo vs Max" "Turbo vs Max"                                        | 14 de agosto de 2017   | 2 de outubro de 2017   | 16 de abril de 2018  | 111        |
| 12       | "O Mundo Mágico de Kira" "El mundo mágico de Kira"                   | 15 de agosto de 2017   | 3 de outubro de 2017   | 17 de abril de 2018  | 112        |
| 13       | "Licença Para Dirigir - Parte 1" "Licencia de conducir parte I"      | 16 de agosto de 2017   | 4 de outubro de 2017   | 18 de abril de 2018  | 113        |
| 14       | "Licença Para Dirigir - Parte 2" "Licencia de conducir parte II"     | 17 de agosto de 2017   | 5 de outubro de 2017   | 19 de abril de 2018  | 114        |
| 15       | "Contra o Tempo" "Tiempo en contra"                                  | 18 de agosto de 2017   | 6 de outubro de 2017   | 20 de abril de 2018  | 115        |
| 16       | "O Jantar com o Max" "Contra el tiempo"                              | 21 de agosto de 2017   | 9 de outubro de 2017   | 23 de abril de 2018  | 116        |
| 17       | "Amor, Mentiras e Resfriados" "Amor, Mentiras, y Resfriados"         | 22 de agosto de 2017   | 10 de outubro de 2017  | 24 de abril de 2018  | 117        |
| 18       | "O Urso" "El Oso"                                                    | 23 de agosto de 2017   | 11 de outubro de 2017  | 25 de abril de 2018  | 118        |
| 19       | "Namorados" "Novios"                                                 | 24 de agosto de 2017   | 12 de outubro de 2017  | 26 de abril de 2018  | 119        |
| 20       | "Procurando o Max" "Buscando a Max"                                  | 25 de agosto de 2017   | 13 de outubro de 2017  | 27 de abril de 2018  | 120        |
| 21       | "Vikki Escorregadia" "Vikki escurridiza"                             | 28 de agosto de 2017   | 16 de outubro de 2017  | 30 de abril de 2018  | 121        |
| 22       | "O Começo do Fim" "El principio del fin"                             | 29 de agosto de 2017   | 17 de outubro de 2017  | 1 de maio de 2018    | 122        |
| 23       | "Kira ao Ataque" "Kira al ataque"                                    | 30 de agosto de 2017   | 18 de outubro de 2017  | 2 de maio de 2018    | 123        |
| 24       | "O Término" "El rompimiento"                                         | 31 de agosto de 2017   | 19 de outubro de 2017  | 3 de maio de 2018    | 124        |
| 25       | "Um Plano Pesado" "Un plan pesado"                                   | 1 de setembro de 2017  | 20 de outubro de 2017  | 4 de maio de 2018    | 125        |
| 26       | "Mais Longe Que Nunca" "Más lejos que nunca"                         | 4 de setembro de 2017  | 23 de outubro de 2017  | 7 de maio de 2018    | 126        |
| 27       | "Bandeira Vermelha" "Bandera Roja"                                   | 5 de setembro de 2017  | 24 de outubro de 2017  | 8 de maio de 2018    | 127        |
| 28       | "A Prova Decisiva" "La prueba decisiva"                              | 6 de setembro de 2017  | 25 de outubro de 2017  | 9 de maio de 2018    | 128        |
| 29       | "Exposição" "Exposición"                                             | 7 de setembro de 2017  | 26 de outubro de 2017  | 10 de maio de 2018   | 129        |
| 30       | "Tão Longe, Mas...Tão Perto" "Tan lejos pero...tan cerca"            | 8 de setembro de 2017  | 27 de outubro de 2017  | 11 de maio de 2018   | 130        |
| 31       | "Sol, Mar e Borracha" "Sol, Mar y Caucho"                            | 11 de setembro de 2017 | 30 de outubro de 2017  | 14 de maio de 2018   | 131        |
| 32       | "Comunicação Interrompida" "Comunicación Intercortada"               | 12 de setembro de 2017 | 31 de outubro de 2017  | 15 de maio de 2018   | 132        |
| 33       | "Por um triz" "Final de fotografía"                                  | 13 de setembro de 2017 | 1 de novembro de 2017  | 16 de maio de 2018   | 133        |
| 34       | "Iker e a catapora" "Iker y la Varicela"                             | 14 de setembro de 2017 | 2 de novembro de 2017  | 17 de maio de 2018   | 134        |
| 35       | "Segredos revelados" "Secretos Revelados"                            | 15 de setembro de 2017 | 3 de novembro de 2017  | 18 de maio de 2018   | 135        |
| 36       | "Max chega tarde" "Max llega tarde"                                  | 18 de setembro de 2017 | 6 de novembro de 2017  | 21 de maio de 2018   | 136        |
| 37       | "Francesca?" "¡¿Francesca?!"                                         | 19 de setembro de 2017 | 7 de novembro de 2017  | 22 de maio de 2018   | 137        |
| 38       | "O Patrocínio" "El patrocinio"                                       | 20 de setembro de 2017 | 8 de novembro de 2017  | 23 de maio de 2018   | 138        |
| 39       | " @Perolasparaosporcos" "@Margaritaparalchancho"                     | 21 de setembro de 2017 | 9 de novembro de 2017  | 24 de maio de 2018   | 139        |
| 40       | "Matías é descoberto" "Matías al descubierto"                        | 22 de setembro de 2017 | 10 de novembro de 2017 | 25 de maio de 2018   | 140        |
| 41       | "Conspiração" "Complot"                                              | 25 de setembro de 2017 | 13 de novembro de 2017 | 28 de maio de 2018   | 141        |
| 42       | "Namorados outra vez?" "¿Novios otra vez?"                           | 26 de setembro de 2017 | 14 de novembro de 2017 | 29 de maio de 2018   | 142        |
| 43       | "Castigo planejado" "Castigo planeado"                               | 27 de setembro de 2017 | 15 de novembro de 2017 | 30 de maio de 2018   | 143        |
| 44       | "Encontro as escondidas" "Cita a escondidas"                         | 28 de setembro de 2017 | 16 de novembro de 2017 | 31 de maio de 2018   | 144        |
| 45       | "Uma faísca" "Una Chispa"                                            | 29 de setembro de 2017 | 17 de novembro de 2017 | 1 de junho de 2018   | 145        |
| 46       | "Adeus Food Truck" "Adiós Food Truck"                                | 2 de outubro de 2017   | 20 de novembro de 2017 | 4 de junho de 2018   | 146        |
| 47       | "Unidos pelo Food Truck" "Unidos por el Food Truck"                  | 3 de outubro de 2017   | 21 de novembro de 2017 | 5 de junho de 2018   | 147        |
| 48       | "A pilota misteriosa" "La piloto misterioso"                         | 4 de outubro de 2017   | 22 de novembro de 2017 | 6 de junho de 2018   | 148        |
| 49       | "Plano de pelúcia" "Plan de peluche"                                 | 5 de outubro de 2017   | 23 de novembro de 2017 | 7 de junho de 2018   | 149        |
| 50       | "O novo antigo Pit" "El nuevo viejo Pit"                             | 6 de outubro de 2017   | 24 de novembro de 2017 | 8 de junho de 2018   | 150        |
| 51       | "A despedida de Max" "La despedida de Max"                           | 9 de outubro de 2017   | 27 de novembro de 2017 | 11 de junho de 2018  | 151        |
| 52       | "Vikki e Max descobertos" "Vikki y Max descubiertos"                 | 10 de outubro de 2017  | 28 de novembro de 2017 | 12 de junho de 2018  | 152        |
| 53       | "Despedida" "Despedida"                                              | 11 de outubro de 2017  | 29 de novembro de 2017 | 13 de junho de 2018  | 153        |
| 54       | "Meu primeiro dia sem Max" "Mi primer día sin Max"                   | 12 de outubro de 2017  | 30 de novembro de 2017 | 14 de junho de 2018  | 154        |
| 55       | "Pra minha mãe" "Para mi mamá"                                       | 13 de outubro de 2017  | 1 de dezembro de 2017  | 15 de junho de 2018  | 155        |
| 56       | "Nem pesadelo nem sonho" "Ni pesadilla ni sueño"                     | 16 de outubro de 2017  | 4 de dezembro de 2017  | 18 de junho de 2018  | 156        |
| 57       | "O passado, passado" "Lo pasado, pasado"                             | 17 de outubro de 2017  | 5 de dezembro de 2017  | 19 de junho de 2018  | 157        |
| 58       | "O esconderijo" "El Escondite"                                       | 18 de outubro de 2017  | 6 de dezembro de 2017  | 20 de junho de 2018  | 158        |
| 59       | "Vikki abandona o campeonato" "Vikki abandona el campeonato"         | 19 de outubro de 2017  | 7 de dezembro de 2017  | 21 de junho de 2018  | 159        |
| 60       | "Vence o amor" "Triunfa el amor"                                     | 20 de outubro de 2017  | 8 de dezembro de 2017  | 22 de junho de 2018  | 160        |

## Produção

### Desenvolvimento
O anúncio foi feito por Tatiana Rodríguez, vice-presidente sênior do Grupo Nickelodeon Americas em NATPE 2017, Rodriguez disse: "Nickelodeon sempre foi inovadora em seu conteúdo que abrange diferentes gêneros e argumentos em sua série juvenil" e ainda acrescentou: "Fórmula A é uma história sem precedentes para a tela NICK que conta a história de dois pilotos carismáticas e corajosas de karting que vivem suas vidas ao limite. Sem dúvida, o enredo e estética da série irá fornecer um novo olhar sobre este gênero e cativar nosso público na América Latina".

### Elenco
Em 14 de janeiro de 2017, foi anunciado que Leo Deluglio seria um dos protagonistas da serie. Em 06 de abril de 2017, foi anunciado que o argentino Saúl Lisazo estaria no elenco interpretando um personagem desconhecido. Em 24 de maio, foi anunciado que Isabella Castillo teria um papel na novela.

### Velocidade da Luz
Nesta série web você pode ver como era a vida de Vikki antes de chegar na Costa leste... Encontraremos com seus velhos amigos e mais de sua paixão pelo kart! Você sabe o que é melhor? Seus dois amigos ultra especiais são interpretados por María Gabriela de Faría e Andrés Mercado! Como "Francesca" (Maria Gabriela) e "Matías" (Andrés Mercado) mais conhecida como "792" e "458".
Os webisodios de Velocidade da Luz saem todas as sexta-feira após o episódio de Vikki RPM na tv.

### Meckanickando
Nesta série veremos Rox, interpretada por Isabella Castillo dando algumas dicas de kart, mecânica e fabulosos segredos.

### FAIXA BÔNUS!
Toda quarta-feira, também, depois do webisode de Meckanickando, é publicado na Trendy By Nick uma nota com um tutorial exclusivo em que nossa querida Rox nos ensina a fazer diferentes truques e hacks de vida que você pode fazer em casa.

## Dublagem
| Personagem          | Dublador                                                          |
| ------------------- | ----------------------------------------------------------------- |
| Vikki               | Natali Pazete                                                     |
| Max                 | Andreas Avancini                                                  |
| Fredy               | Rodrigo Antas                                                     |
| Iker                | Charles Emmanuel                                                  |
| Penélope            | Gabriela Medeiros                                                 |
| Kira                | Ana Paula Martins                                                 |
| Turbo               | Márcio Simões                                                     |
| Rox                 | Luisa Viotti                                                      |
| Romina              | Flávia Saddy                                                      |
| Matías              | Renan Ribeiro                                                     |
| Billy               | Daniel Pim                                                        |
| Óliver              | João Capelli                                                      |
| Didier              | Cafi Balloussier                                                  |
| Stacey              | Isabelle Cunha                                                    |
| Emilly              | Evie Saide                                                        |
| Graco               | Rodrigo Oliveira                                                  |
| Remy                | Rafael Mezadri                                                    |
| Maggie              | Isabela Quadros                                                   |
| Francesca Ortíz     | Luisa Palomanes                                                   |
| Outras vozes        | Kadu Rocha, Thais Feijó, Carina Eiras, Yuri Tupper, Márcio Aguena |
|                     | Brasil                                                            |
| Direção             | Izabel Lira e Renan Vidal                                         |
| Tradução            | Natália Estrella                                                  |
| Estúdio de Dublagem | Som de Vera Cruz                                                  |

## Premios e Indicações
| Ano  | Premio                        | Categoria                 | Candidato                        | Resultado |
| ---- | ----------------------------- | ------------------------- | -------------------------------- | --------- |
| 2017 | Kids' Choice Awards Colombia  | Garota Trendy             | Scarlet Gruber                   | Indicada  |
| 2017 | Kids' Choice Awards Argentina | Serie e Programa Favorito | Vikki RPM                        | Indicado  |
| 2017 | Kids' Choice Awards Argentina | Vilão Favorito            | Scarlet Gruber                   | Indicada  |
| 2017 | Kids' Choice Awards Argentina | Navio Nick                | Isabella Castillo & Leo Deluglio | Venceu    |
| 2017 | Kids' Choice Awards Argentina | Navio Nick                | Scarlet Gruber & Stéfano Olliver | Indicado  |
| 2017 | Kids' Choice Awards Argentina | Serie Web Favorita        | A Velocidade da Luz              | Indicado  |
| 2017 | Kids' Choice Awards Argentina | Serie Web Favorita        | Mecanickando                     | Venceu    |

## Referencias
1. ↑  Anderson Ramos (11 de setembro de 2017). «Nickelodeon estreia live-action 'Vikki RPM' na próxima segunda». ouniversodatv.com. Consultado em 13 de setembro de 2022
2. ↑  «Vikki RPM llega a Nickelodeon.». rionegro.com.ar (em espanhol). Consultado em 31 de julho de 2017